# Campeonato de Primera División C 1977 (Argentina)
El Campeonato de Primera División C 1977 fue la cuadragésima tercera temporada del certamen de la tercera categoría del fútbol argentino. Se disputó entre el 5 de marzo y el 19 de noviembre de 1977.
Los nuevos participantes fueron Sarmiento de Junín y Dock Sud, descendidos de la Primera B 1976, Defensores de Cambaceres y Berazategui, campeón y subcampeón de la Ronda Final de la Primera D 1976, respectivamente.
El certamen consagró campeón por primera vez a Sarmiento de Junín, que obtuvo el ascenso y de esta manera retornó rápidamente a la segunda categoría.

## Formato

### Competición
Se disputó un torneo de 38 fechas por el sistema de todos contra todos a dos ruedas, ida y vuelta.

### Ascensos
El equipo que obtuvo más puntos se consagró campeón y obtuvo el único ascenso a la Primera B.

### Descensos
Los últimos tres equipos de la tabla de posiciones descendieron a la Primera D.

## Ascensos y descensos
| Pos. | Ascendidos de la Primera C 1976 |
| ---- | ------------------------------- |
| 1º   | Deportivo Armenio               |
| 2º   | Argentino de Quilmes            |

| Pos. | Descendidos de la Primera B 1976 |
| ---- | -------------------------------- |
| 5º   | Sarmiento de Junín               |
| 6º   | Dock Sud                         |

| Pos. | Ascendidos de la Primera D 1976 |
| ---- | ------------------------------- |
| 1º   | Defensores de Cambaceres        |
| 2º   | Berazategui                     |

| Pos. | Descendidos de la Primera C 1976 |
| ---- | -------------------------------- |
| 8º   | Brown de Adrogué                 |
| 9º   | Ferrocarril Midland              |

## Equipos participantes
| Equipo             | Ciudad          | Estadio              |
| ------------------ | --------------- | -------------------- |
| Argentino (R)      | Rosario         | José Martín Olaeta   |
| Barracas Central   | Buenos Aires    | Olavarría y Luna     |
| Berazategui        | Berazategui     | Predio Coca Cola     |
| Colegiales         | Munro           | Malaver y Posadas    |
| Def. de Cambaceres | Ensenada        | Rivadavia y Quintana |
| Defensores Unidos  | Zárate          | Gigante de Villa Fox |
| Deportivo Español  | Buenos Aires    | No posee             |
| Deportivo Merlo    | Merlo           | Huergo y Ramallo     |
| Deportivo Riestra  | Buenos Aires    | Riestra y Lacarra    |
| Dock Sud           | Dock Sud        | De Los Inmigrantes   |
| Excursionistas     | Buenos Aires    | Pampa y Miñones      |
| Fénix              | Buenos Aires    | Concepción Arenal    |
| J.J. Urquiza       | Caseros         | Kelsey y Bonifacini  |
| Liniers            | Buenos Aires    | No posee             |
| Luján              | Luján           | Municipal de Luján   |
| Sarmiento (J)      | Junín           | Eva Perón            |
| Tristán Suárez     | Tristán Suárez  | Moreno y Fariña      |
| Victoriano Arenas  | Valentín Alsina | Saturnino Moure      |
| Villa San Carlos   | Berisso         | Genacio Sálice       |

### Distribución geográfica de los equipos
| Región                                   | Cant. | Equipos                                                                                             |
| ---------------------------------------- | ----- | --------------------------------------------------------------------------------------------------- |
| Conurbano bonaerense                     | 7     | Berazategui, Colegiales, Deportivo Merlo, Dock Sud, J.J Urquiza, Tristán Suárez y Victoriano Arenas |
| Ciudad de Buenos Aires                   | 6     | Barracas Central, Deportivo Español, Deportivo Riestra, Excursionistas, Fénix y Liniers             |
| Interior de la provincia de Buenos Aires | 4     | Defensores Unidos, Luján, Sarmiento (J) y Villa San Carlos                                          |
| Ciudad de Rosario                        | 1     | Argentino (R)                                                                                       |
| Gran La Plata                            | 1     | Defensores de Cambaceres                                                                            |

## Tabla de posiciones final
| Pos. | Equipo                   | Pts. | PJ | PG | PE | PP | GF  | GC | Dif. |
| ---- | ------------------------ | ---- | -- | -- | -- | -- | --- | -- | ---- |
| 1.º  | Sarmiento de Junín       | 57   | 36 | 25 | 7  | 4  | 111 | 34 | 77   |
| 2.º  | Deportivo Español        | 55   | 36 | 24 | 7  | 5  | 76  | 29 | 47   |
| 3.º  | Deportivo Riestra        | 50   | 36 | 22 | 6  | 8  | 77  | 54 | 23   |
| 4.º  | Excursionistas           | 46   | 36 | 17 | 12 | 7  | 56  | 35 | 21   |
| 5.º  | Deportivo Merlo          | 44   | 36 | 17 | 10 | 9  | 70  | 46 | 24   |
| 6.º  | Argentino de Rosario     | 39   | 36 | 14 | 11 | 11 | 55  | 52 | 3    |
| 7.º  | Defensores Unidos        | 37   | 36 | 15 | 7  | 14 | 60  | 53 | 7    |
| 8.º  | Dock Sud                 | 37   | 36 | 13 | 11 | 12 | 51  | 44 | 7    |
| 9.º  | Fénix                    | 36   | 36 | 12 | 12 | 12 | 43  | 49 | −6   |
| 10.º | Berazategui              | 35   | 36 | 12 | 11 | 13 | 53  | 49 | 4    |
| 11.º | Tristán Suárez           | 34   | 36 | 12 | 10 | 14 | 67  | 71 | −4   |
| 12.º | Defensores de Cambaceres | 33   | 36 | 11 | 11 | 14 | 64  | 71 | −7   |
| 13.º | Colegiales               | 33   | 36 | 10 | 13 | 13 | 31  | 42 | −11  |
| 14.º | Luján                    | 32   | 36 | 11 | 10 | 15 | 49  | 53 | −4   |
| 15.º | Liniers                  | 31   | 36 | 10 | 11 | 15 | 40  | 61 | −21  |
| 16.º | Barracas Central         | 30   | 36 | 9  | 12 | 15 | 31  | 58 | −27  |
| 17.º | Justo José de Urquiza    | 27   | 36 | 9  | 9  | 18 | 37  | 56 | −19  |
| 18.º | Victoriano Arenas        | 17   | 36 | 6  | 5  | 25 | 47  | 99 | −52  |
| 19.º | Villa San Carlos         | 11   | 36 | 3  | 5  | 28 | 28  | 90 | −62  |

|  | Se consagró campeón y ascendió a la Primera B |
|  | Descendió a la Primera D                      |

## Resultados
| Sarmiento de Junín | 6 - 1 | Deportivo Riestra        | Eva Perón                  | 5 de marzo  |
| Luján              | 2 - 2 | Tristán Suárez           | Leandro N. Alem            | 5 de marzo  |
| Deportivo Merlo    | 3 - 1 | Defensores de Cambaceres | Ingeniero Huergo y Ramallo | 5 de marzo  |
| Villa San Carlos   | 2 - 3 | Colegiales               | Genacio Sálice             | 12 de marzo |
| Deportivo Español  | 0 - 0 | Liniers                  | All Boys                   | 12 de marzo |
| Fénix              | 2 - 0 | Defensores Unidos        | Concepción Arenal          | 12 de marzo |
| J.J. Urquiza       | 1 - 1 | Berazategui              | Kelsey y Bonifacini        | 12 de marzo |
| Barracas Central   | 0 - 3 | Excursionistas           | Olavarría y Luna           | 12 de marzo |
| Dock Sud           | 4 - 2 | Victoriano Arenas        | De Los Inmigrantes         | 12 de marzo |

| Victoriano Arenas        | 1 - 4 | Deportivo Merlo      | Saturnino Moure             | 15 de marzo |
| Defensores de Cambaceres | 3 - 2 | Luján                | Camino Rivadavia y Quintana | 15 de marzo |
| Tristán Suárez           | 3 - 0 | Barracas Central     | Moreno y Fariña             | 15 de marzo |
| Excursionistas           | 1 - 0 | Sarmiento de Junín   | Pampa y Miñones             | 15 de marzo |
| Deportivo Riestra        | 2 - 0 | J.J. Urquiza         | Riestra y Lacarra           | 15 de marzo |
| Berazategui              | 4 - 0 | Fénix                | De Los Inmigrantes          | 15 de marzo |
| Defensores Unidos        | 0 - 1 | Deportivo Español    | Gigante de Villa Fox        | 15 de marzo |
| Liniers                  | 1 - 0 | Villa San Carlos     | Francisco Urbano            | 15 de marzo |
| Colegiales               | 0 - 1 | Argentino de Rosario | Malaver y Posadas           | 15 de marzo |

| Argentino de Rosario | 1 - 1 | Liniers                  | José Martín Olaeta         | 19 de marzo |
| Villa San Carlos     | 1 - 5 | Defensores Unidos        | Genacio Sálice             | 19 de marzo |
| Deportivo Español    | 3 - 0 | Berazategui              | All Boys                   | 19 de marzo |
| Fénix                | 1 - 1 | Deportivo Riestra        | Concepción Arenal          | 19 de marzo |
| J.J. Urquiza         | 1 - 0 | Excursionistas           | Kelsey y Bonifacini        | 19 de marzo |
| Sarmiento de Junín   | 2 - 1 | Tristán Suárez           | Eva Perón                  | 19 de marzo |
| Barracas Central     | 0 - 0 | Defensores de Cambaceres | Olavarría y Luna           | 19 de marzo |
| Luján                | 2 - 0 | Victoriano Arenas        | Municipal de Luján         | 19 de marzo |
| Deportivo Merlo      | 1 - 1 | Dock Sud                 | Ingeniero Huergo y Ramallo | 19 de marzo |

| Dock Sud                 | 2 - 0 | Luján                | De Los Inmigrantes          | 26 de marzo |
| Victoriano Arenas        | 2 - 0 | Barracas Central     | Saturnino Moure             | 26 de marzo |
| Defensores de Cambaceres | 0 - 3 | Sarmiento de Junín   | Camino Rivadavia y Quintana | 26 de marzo |
| Tristán Suárez           | 1 - 1 | J.J. Urquiza         | Moreno y Fariña             | 26 de marzo |
| Excursionistas           | 1 - 0 | Fénix                | Pampa y Miñones             | 26 de marzo |
| Deportivo Riestra        | 1 - 0 | Deportivo Español    | Riestra y Lacarra           | 26 de marzo |
| Berazategui              | 2 - 2 | Villa San Carlos     | Francisco Boga              | 26 de marzo |
| Defensores Unidos        | 1 - 0 | Argentino de Rosario | Gigante de Villa Fox        | 26 de marzo |
| Liniers                  | 4 - 1 | Colegiales           | Francisco Urbano            | 26 de marzo |

| Colegiales           | 2 - 1 | Defensores Unidos        | Malaver y Posadas   | 2 de abril |
| Argentino de Rosario | 1 - 1 | Berazategui              | José Martín Olaeta  | 2 de abril |
| Villa San Carlos     | 2 - 1 | Deportivo Riestra        | Genacio Sálice      | 2 de abril |
| Deportivo Español    | 1 - 2 | Excursionistas           | All Boys            | 2 de abril |
| Fénix                | 4 - 3 | Tristán Suárez           | Concepción Arenal   | 2 de abril |
| J.J. Urquiza         | 3 - 1 | Defensores de Cambaceres | Kelsey y Bonifacini | 2 de abril |
| Sarmiento de Junín   | 5 - 1 | Victoriano Arenas        | Eva Perón           | 2 de abril |
| Barracas Central     | 1 - 0 | Dock Sud                 | Olavarría y Luna    | 2 de abril |
| Luján                | 1 - 2 | Deportivo Merlo          | Municipal de Luján  | 2 de abril |

| Deportivo Merlo          | 3 - 1 | Barracas Central     | Ingeniero Huergo y Ramallo  | 9 de abril |
| Dock Sud                 | 1 - 1 | Sarmiento de Junín   | De Los Inmigrantes          | 9 de abril |
| Victoriano Arenas        | 0 - 0 | J.J. Urquiza         | Saturnino Moure             | 9 de abril |
| Defensores de Cambaceres | 1 - 1 | Fénix                | Camino Rivadavia y Quintana | 9 de abril |
| Tristán Suárez           | 0 - 2 | Deportivo Español    | Moreno y Fariña             | 9 de abril |
| Excursionistas           | 3 - 2 | Villa San Carlos     | Pampa y Miñones             | 9 de abril |
| Deportivo Riestra        | 2 - 0 | Argentino de Rosario | Riestra y Lacarra           | 9 de abril |
| Berazategui              | 0 - 1 | Colegiales           | Predio Coca Cola            | 9 de abril |
| Defensores Unidos        | 1 - 2 | Liniers              | Gigante de Villa Fox        | 9 de abril |

| Liniers              | 1 - 0 | Berazategui              | Francisco Urbano    | 16 de abril |
| Colegiales           | 2 - 1 | Deportivo Riestra        | Malaver y Posadas   | 16 de abril |
| Argentino de Rosario | 1 - 1 | Excursionistas           | José Martín Olaeta  | 16 de abril |
| Villa San Carlos     | 1 - 3 | Tristán Suárez           | Genacio Sálice      | 16 de abril |
| Deportivo Español    | 2 - 1 | Defensores de Cambaceres | All Boys            | 16 de abril |
| Fénix                | 0 - 0 | Victoriano Arenas        | Concepción Arenal   | 16 de abril |
| J.J. Urquiza         | 0 - 1 | Dock Sud                 | Kelsey y Bonifacini | 16 de abril |
| Sarmiento de Junín   | 1 - 0 | Deportivo Merlo          | Eva Perón           | 16 de abril |
| Barracas Central     | 0 - 0 | Luján                    | Olavarría y Luna    | 16 de abril |

| Luján                    | 0 - 1 | Sarmiento de Junín   | Municipal de Luján          | 23 de abril |
| Deportivo Merlo          | 3 - 1 | J.J. Urquiza         | Ingeniero Huergo y Ramallo  | 23 de abril |
| Dock Sud                 | 0 - 0 | Fénix                | De Los Inmigrantes          | 23 de abril |
| Victoriano Arenas        | 0 - 0 | Deportivo Español    | Ciudad de Lanús             | 23 de abril |
| Defensores de Cambaceres | 5 - 1 | Villa San Carlos     | Camino Rivadavia y Quintana | 23 de abril |
| Tristán Suárez           | 1 - 1 | Argentino de Rosario | Moreno y Fariña             | 23 de abril |
| Excursionistas           | 0 - 0 | Colegiales           | Pampa y Miñones             | 23 de abril |
| Deportivo Riestra        | 5 - 2 | Liniers              | Riestra y Lacarra           | 23 de abril |
| Berazategui              | 0 - 1 | Defensores Unidos    | Predio Coca Cola            | 23 de abril |

| Defensores Unidos    | 5 - 0 | Deportivo Riestra        | El Coliseo de Mitre y Puccini | 30 de abril |
| Liniers              | 1 - 1 | Excursionistas           | Francisco Urbano              | 30 de abril |
| Colegiales           | 1 - 1 | Tristán Suárez           | Malaver y Posadas             | 30 de abril |
| Argentino de Rosario | 3 - 0 | Defensores de Cambaceres | José Martín Olaeta            | 30 de abril |
| Villa San Carlos     | 1 - 0 | Victoriano Arenas        | Genacio Sálice                | 30 de abril |
| Deportivo Español    | 1 - 0 | Dock Sud                 | All Boys                      | 30 de abril |
| Fénix                | 0 - 4 | Deportivo Merlo          | Concepción Arenal             | 30 de abril |
| J.J. Urquiza         | 1 - 0 | Luján                    | Kelsey y Bonifacini           | 30 de abril |
| Sarmiento de Junín   | 9 - 0 | Barracas Central         | Eva Perón                     | 30 de abril |

| Barracas Central         | 1 - 1 | J.J. Urquiza         | Olavarría y Luna            | 14 de mayo |
| Luján                    | 3 - 0 | Fénix                | Municipal de Luján          | 14 de mayo |
| Deportivo Merlo          | 1 - 3 | Deportivo Español    | Ingeniero Huergo y Ramallo  | 14 de mayo |
| Dock Sud                 | 2 - 1 | Villa San Carlos     | De Los Inmigrantes          | 14 de mayo |
| Victoriano Arenas        | 2 - 5 | Argentino de Rosario | Ciudad de Lanús             | 14 de mayo |
| Defensores de Cambaceres | 2 - 0 | Colegiales           | Camino Rivadavia y Quintana | 14 de mayo |
| Tristán Suárez           | 1 - 0 | Liniers              | Moreno y Fariña             | 14 de mayo |
| Excursionistas           | 2 - 0 | Defensores Unidos    | Pampa y Miñones             | 14 de mayo |
| Deportivo Riestra        | 3 - 4 | Berazategui          | Riestra y Lacarra           | 14 de mayo |

| Berazategui          | 1 - 0 | Excursionistas           | Predio Coca Cola     | 21 de mayo |
| Defensores Unidos    | 2 - 0 | Tristán Suárez           | Municipal de Campana | 21 de mayo |
| Liniers              | 3 - 3 | Defensores de Cambaceres | Juan Pasquale        | 21 de mayo |
| Colegiales           | 1 - 0 | Victoriano Arenas        | Malaver y Posadas    | 21 de mayo |
| Argentino de Rosario | 0 - 1 | Dock Sud                 | José Martín Olaeta   | 21 de mayo |
| Villa San Carlos     | 0 - 2 | Deportivo Merlo          | Genacio Sálice       | 21 de mayo |
| Deportivo Español    | 3 - 1 | Luján                    | All Boys             | 21 de mayo |
| Fénix                | 0 - 0 | Barracas Central         | Concepción Arenal    | 21 de mayo |
| J.J. Urquiza         | 0 - 0 | Sarmiento de Junín       | Kelsey y Bonifacini  | 21 de mayo |

| Barracas Central         | 1 - 1 | Deportivo Español    | Olavarría y Luna            | 24 de mayo |
| Deportivo Merlo          | 4 - 1 | Argentino de Rosario | Ingeniero Huergo y Ramallo  | 24 de mayo |
| Dock Sud                 | 1 - 0 | Colegiales           | De Los Inmigrantes          | 24 de mayo |
| Victoriano Arenas        | 1 - 1 | Liniers              | Riestra y Lacarra           | 24 de mayo |
| Defensores de Cambaceres | 1 - 3 | Defensores Unidos    | Camino Rivadavia y Quintana | 24 de mayo |
| Tristán Suárez           | 0 - 0 | Berazategui          | Moreno y Fariña             | 24 de mayo |
| Excursionistas           | 0 - 2 | Deportivo Riestra    | Juan Pasquale               | 24 de mayo |
| Sarmiento de Junín       | 1 - 0 | Fénix                | Eva Perón                   | 25 de mayo |
| Luján                    | 1 - 1 | Villa San Carlos     | Municipal de Luján          | 25 de mayo |

| Deportivo Riestra    | 1 - 1 | Tristán Suárez           | Riestra y Lacarra             | 28 de mayo |
| Berazategui          | 2 - 1 | Defensores de Cambaceres | Predio Coca Cola              | 28 de mayo |
| Defensores Unidos    | 3 - 1 | Victoriano Arenas        | El Coliseo de Mitre y Puccini | 28 de mayo |
| Liniers              | 0 - 1 | Dock Sud                 | Francisco Urbano              | 28 de mayo |
| Colegiales           | 1 - 1 | Deportivo Merlo          | Malaver y Posadas             | 28 de mayo |
| Argentino de Rosario | 1 - 1 | Luján                    | José Martín Olaeta            | 28 de mayo |
| Villa San Carlos     | 0 - 1 | Barracas Central         | Genacio Sálice                | 28 de mayo |
| Deportivo Español    | 3 - 2 | Sarmiento de Junín       | All Boys                      | 28 de mayo |
| Fénix                | 1 - 2 | J.J. Urquiza             | Concepción Arenal             | 28 de mayo |

| J.J. Urquiza             | 0 - 2 | Deportivo Español    | Kelsey y Bonifacini         | 4 de junio |
| Sarmiento de Junín       | 4 - 0 | Villa San Carlos     | Eva Perón                   | 4 de junio |
| Barracas Central         | 0 - 4 | Argentino de Rosario | Olavarría y Luna            | 4 de junio |
| Luján                    | 1 - 1 | Colegiales           | Municipal de Luján          | 4 de junio |
| Deportivo Merlo          | 3 - 0 | Liniers              | Ingeniero Huergo y Ramallo  | 4 de junio |
| Dock Sud                 | 3 - 1 | Defensores Unidos    | De Los Inmigrantes          | 4 de junio |
| Victoriano Arenas        | 3 - 3 | Berazategui          | Francisco Boga              | 4 de junio |
| Defensores de Cambaceres | 1 - 3 | Deportivo Riestra    | Camino Rivadavia y Quintana | 4 de junio |
| Tristán Suárez           | 2 - 2 | Excursionistas       | Moreno y Fariña             | 4 de junio |

| Excursionistas       | 5 - 0 | Defensores de Cambaceres | Pampa y Miñones               | 11 de junio |
| Deportivo Riestra    | 2 - 0 | Victoriano Arenas        | Riestra y Lacarra             | 11 de junio |
| Berazategui          | 1 - 1 | Dock Sud                 | Predio Coca Cola              | 11 de junio |
| Defensores Unidos    | 4 - 2 | Deportivo Merlo          | El Coliseo de Mitre y Puccini | 11 de junio |
| Liniers              | 1 - 2 | Luján                    | Francisco Urbano              | 11 de junio |
| Colegiales           | 1 - 1 | Barracas Central         | Malaver y Posadas             | 11 de junio |
| Argentino de Rosario | 1 - 1 | Sarmiento de Junín       | José Martín Olaeta            | 11 de junio |
| Villa San Carlos     | 0 - 0 | J.J. Urquiza             | Genacio Sálice                | 11 de junio |
| Deportivo Español    | 1 - 0 | Fénix                    | All Boys                      | 11 de junio |

| Fénix                    | 5 - 0 | Villa San Carlos     | Concepción Arenal           | 18 de junio |
| J.J. Urquiza             | 0 - 1 | Argentino de Rosario | Kelsey y Bonifacini         | 18 de junio |
| Sarmiento de Junín       | 2 - 1 | Colegiales           | Eva Perón                   | 18 de junio |
| Barracas Central         | 0 - 0 | Liniers              | Olavarría y Luna            | 18 de junio |
| Luján                    | 2 - 3 | Defensores Unidos    | Municipal de Luján          | 18 de junio |
| Deportivo Merlo          | 2 - 0 | Berazategui          | Ingeniero Huergo y Ramallo  | 18 de junio |
| Dock Sud                 | 4 - 2 | Deportivo Riestra    | De Los Inmigrantes          | 18 de junio |
| Victoriano Arenas        | 0 - 1 | Excursionistas       | Saturnino Moure             | 18 de junio |
| Defensores de Cambaceres | 4 - 2 | Tristán Suárez       | Camino Rivadavia y Quintana | 18 de junio |

| Tristán Suárez       | 6 - 4 | Victoriano Arenas  | Moreno y Fariña      | 25 de junio |
| Excursionistas       | 2 - 1 | Dock Sud           | Pampa y Miñones      | 25 de junio |
| Deportivo Riestra    | 4 - 3 | Deportivo Merlo    | Riestra y Lacarra    | 25 de junio |
| Berazategui          | 6 - 1 | Luján              | Predio Coca Cola     | 25 de junio |
| Defensores Unidos    | 0 - 0 | Barracas Central   | Gigante de Villa Fox | 25 de junio |
| Liniers              | 1 - 7 | Sarmiento de Junín | Francisco Urbano     | 25 de junio |
| Colegiales           | 1 - 0 | J.J. Urquiza       | Malaver y Posadas    | 25 de junio |
| Argentino de Rosario | 3 - 1 | Fénix              | José Martín Olaeta   | 25 de junio |
| Villa San Carlos     | 0 - 1 | Deportivo Español  | Genacio Sálice       | 25 de junio |

| Deportivo Español  | 2 - 0 | Argentino de Rosario     | All Boys                   | 2 de julio |
| Fénix              | 0 - 0 | Colegiales               | Concepción Arenal          | 2 de julio |
| J.J. Urquiza       | 1 - 3 | Liniers                  | Kelsey y Bonifacini        | 2 de julio |
| Sarmiento de Junín | 3 - 1 | Defensores Unidos        | Eva Perón                  | 2 de julio |
| Barracas Central   | 0 - 2 | Berazategui              | Olavarría y Luna           | 2 de julio |
| Luján              | 0 - 1 | Deportivo Riestra        | Municipal de Luján         | 2 de julio |
| Deportivo Merlo    | 2 - 0 | Excursionistas           | Ingeniero Huergo y Ramallo | 2 de julio |
| Dock Sud           | 2 - 2 | Tristán Suárez           | De Los Inmigrantes         | 2 de julio |
| Victoriano Arenas  | 1 - 0 | Defensores de Cambaceres | Saturnino Moure            | 2 de julio |

| Defensores de Cambaceres | 2 - 1 | Dock Sud           | Camino Rivadavia y Quintana | 10 de julio |
| Tristán Suárez           | 0 - 2 | Deportivo Merlo    | Moreno y Fariña             | 10 de julio |
| Excursionistas           | 0 - 0 | Luján              | Pampa y Miñones             | 10 de julio |
| Deportivo Riestra        | 5 - 1 | Barracas Central   | Riestra y Lacarra           | 10 de julio |
| Berazategui              | 1 - 2 | Sarmiento de Junín | Predio Coca Cola            | 10 de julio |
| Defensores Unidos        | 1 - 1 | J.J. Urquiza       | Gigante de Villa Fox        | 10 de julio |
| Liniers                  | 0 - 1 | Fénix              | Francisco Urbano            | 10 de julio |
| Colegiales               | 2 - 2 | Deportivo Español  | Malaver y Posadas           | 10 de julio |
| Argentino de Rosario     | 1 - 0 | Villa San Carlos   | José Martín Olaeta          | 10 de julio |

| Colegiales               | 2 - 0 | Villa San Carlos   | Malaver y Posadas           | 16 de julio |
| Liniers                  | 1 - 1 | Deportivo Español  | Francisco Urbano            | 16 de julio |
| Defensores Unidos        | 3 - 1 | Fénix              | Gigante de Villa Fox        | 16 de julio |
| Berazategui              | 3 - 1 | J.J. Urquiza       | Predio Coca Cola            | 16 de julio |
| Deportivo Riestra        | 3 - 2 | Sarmiento de Junín | Riestra y Lacarra           | 16 de julio |
| Excursionistas           | 2 - 0 | Barracas Central   | Pampa y Miñones             | 16 de julio |
| Tristán Suárez           | 4 - 1 | Luján              | Moreno y Fariña             | 16 de julio |
| Defensores de Cambaceres | 2 - 2 | Deportivo Merlo    | Camino Rivadavia y Quintana | 16 de julio |
| Victoriano Arenas        | 3 - 2 | Dock Sud           | Saturnino Moure             | 16 de julio |

| Deportivo Merlo      | 4 - 2 | Victoriano Arenas        | Ingeniero Huergo y Ramallo | 23 de julio |
| Luján                | 2 - 2 | Defensores de Cambaceres | Municipal de Luján         | 23 de julio |
| Barracas Central     | 1 - 2 | Tristán Suárez           | Olavarría y Luna           | 23 de julio |
| Sarmiento de Junín   | 6 - 0 | Excursionistas           | Eva Perón                  | 23 de julio |
| J.J. Urquiza         | 1 - 2 | Deportivo Riestra        | Kelsey y Bonifacini        | 23 de julio |
| Fénix                | 1 - 0 | Berazategui              | Concepción Arenal          | 23 de julio |
| Deportivo Español    | 2 - 0 | Defensores Unidos        | All Boys                   | 23 de julio |
| Villa San Carlos     | 0 - 1 | Liniers                  | Genacio Sálice             | 23 de julio |
| Argentino de Rosario | 1 - 0 | Colegiales               | José Martín Olaeta         | 23 de julio |

| Liniers                  | 1 - 1 | Argentino de Rosario | Francisco Urbano            | 30 de julio |
| Defensores Unidos        | 2 - 1 | Villa San Carlos     | Gigante de Villa Fox        | 30 de julio |
| Berazategui              | 1 - 4 | Deportivo Español    | Predio Coca Cola            | 30 de julio |
| Deportivo Riestra        | 3 - 1 | Fénix                | Riestra y Lacarra           | 30 de julio |
| Excursionistas           | 4 - 1 | J.J. Urquiza         | Pampa y Miñones             | 30 de julio |
| Tristán Suárez           | 2 - 1 | Sarmiento de Junín   | Moreno y Fariña             | 30 de julio |
| Defensores de Cambaceres | 3 - 1 | Barracas Central     | Camino Rivadavia y Quintana | 30 de julio |
| Victoriano Arenas        | 1 - 5 | Luján                | Saturnino Moure             | 30 de julio |
| Dock Sud                 | 1 - 1 | Deportivo Merlo      | De Los Inmigrantes          | 30 de julio |

| Luján                | 1 - 0 | Dock Sud                 | Municipal de Luján  | 6 de agosto |
| Sarmiento de Junín   | 5 - 2 | Defensores de Cambaceres | Eva Perón           | 6 de agosto |
| Argentino de Rosario | 1 - 0 | Defensores Unidos        | José Martín Olaeta  | 6 de agosto |
| Barracas Central     | 3 - 1 | Victoriano Arenas        | Olavarría y Luna    | 9 de agosto |
| J.J. Urquiza         | 3 - 0 | Tristán Suárez           | Kelsey y Bonifacini | 9 de agosto |
| Fénix                | 2 - 1 | Excursionistas           | Concepción Arenal   | 9 de agosto |
| Deportivo Español    | 0 - 2 | Deportivo Riestra        | All Boys            | 9 de agosto |
| Villa San Carlos     | 1 - 1 | Berazategui              | Genacio Sálice      | 9 de agosto |
| Colegiales           | 1 - 0 | Liniers                  | Malaver y Posadas   | 9 de agosto |

| Defensores Unidos        | 0 - 0 | Colegiales           | Gigante de Villa Fox        | 13 de agosto |
| Berazategui              | 1 - 0 | Argentino de Rosario | Predio Coca Cola            | 13 de agosto |
| Deportivo Riestra        | 1 - 0 | Villa San Carlos     | Riestra y Lacarra           | 13 de agosto |
| Excursionistas           | 2 - 0 | Deportivo Español    | Pampa y Miñones             | 13 de agosto |
| Tristán Suárez           | 3 - 2 | Fénix                | Moreno y Fariña             | 13 de agosto |
| Defensores de Cambaceres | 3 - 2 | J.J. Urquiza         | Camino Rivadavia y Quintana | 13 de agosto |
| Victoriano Arenas        | 2 - 4 | Sarmiento de Junín   | Saturnino Moure             | 13 de agosto |
| Dock Sud                 | 1 - 1 | Barracas Central     | De Los Inmigrantes          | 13 de agosto |
| Deportivo Merlo          | 1 - 1 | Luján                | Ingeniero Huergo y Ramallo  | 13 de agosto |

| Barracas Central     | 0 - 0 | Deportivo Merlo          | Olavarría y Luna    | 20 de agosto |
| Sarmiento de Junín   | 4 - 1 | Dock Sud                 | Eva Perón           | 20 de agosto |
| J.J. Urquiza         | 0 - 2 | Victoriano Arenas        | Kelsey y Bonifacini | 20 de agosto |
| Fénix                | 1 - 0 | Defensores de Cambaceres | Concepción Arenal   | 20 de agosto |
| Deportivo Español    | 4 - 0 | Tristán Suárez           | All Boys            | 20 de agosto |
| Villa San Carlos     | 0 - 0 | Excursionistas           | Genacio Sálice      | 20 de agosto |
| Argentino de Rosario | 2 - 2 | Deportivo Riestra        | José Martín Olaeta  | 20 de agosto |
| Colegiales           | 0 - 0 | Berazategui              | Malaver y Posadas   | 20 de agosto |
| Liniers              | 1 - 0 | Defensores Unidos        | Francisco Urbano    | 20 de agosto |

| Berazategui              | 2 - 1 | Liniers              | Predio Coca Cola            | 27 de agosto |
| Deportivo Riestra        | 2 - 1 | Colegiales           | Riestra y Lacarra           | 27 de agosto |
| Excursionistas           | 3 - 0 | Argentino de Rosario | Pampa y Miñones             | 27 de agosto |
| Tristán Suárez           | 4 - 2 | Villa San Carlos     | Moreno y Fariña             | 27 de agosto |
| Defensores de Cambaceres | 1 - 1 | Deportivo Español    | Camino Rivadavia y Quintana | 27 de agosto |
| Victoriano Arenas        | 1 - 2 | Fénix                | Saturnino Moure             | 27 de agosto |
| Dock Sud                 | 1 - 0 | J.J. Urquiza         | De Los Inmigrantes          | 27 de agosto |
| Deportivo Merlo          | 0 - 2 | Sarmiento de Junín   | Carlos V                    | 27 de agosto |
| Luján                    | 3 - 0 | Barracas Central     | Municipal de Luján          | 27 de agosto |

| Sarmiento de Junín   | 2 - 2 | Luján                    | Eva Perón            | 3 de septiembre |
| J.J. Urquiza         | 1 - 0 | Deportivo Merlo          | Kelsey y Bonifacini  | 3 de septiembre |
| Fénix                | 1 - 1 | Dock Sud                 | Concepción Arenal    | 3 de septiembre |
| Deportivo Español    | 4 - 2 | Victoriano Arenas        | All Boys             | 3 de septiembre |
| Villa San Carlos     | 0 - 2 | Defensores de Cambaceres | Genacio Sálice       | 3 de septiembre |
| Argentino de Rosario | 4 - 3 | Tristán Suárez           | José Martín Olaeta   | 3 de septiembre |
| Colegiales           | 2 - 2 | Excursionistas           | Malaver y Posadas    | 3 de septiembre |
| Liniers              | 1 - 2 | Deportivo Riestra        | Francisco Urbano     | 3 de septiembre |
| Defensores Unidos    | 2 - 2 | Berazategui              | Gigante de Villa Fox | 3 de septiembre |

| Deportivo Riestra        | 6 - 2 | Defensores Unidos    | Riestra y Lacarra          | 10 de septiembre |
| Excursionistas           | 1 - 1 | Liniers              | Pampa y Miñones            | 10 de septiembre |
| Tristán Suárez           | 1 - 0 | Colegiales           | Moreno y Fariña            | 10 de septiembre |
| Defensores de Cambaceres | 2 - 2 | Argentino de Rosario | Genacio Sálice             | 10 de septiembre |
| Victoriano Arenas        | 4 - 1 | Villa San Carlos     | Saturnino Moure            | 10 de septiembre |
| Dock Sud                 | 1 - 2 | Deportivo Español    | De Los Inmigrantes         | 10 de septiembre |
| Deportivo Merlo          | 1 - 1 | Fénix                | Ingeniero Huergo y Ramallo | 10 de septiembre |
| Luján                    | 1 - 0 | J.J. Urquiza         | Municipal de Luján         | 10 de septiembre |
| Barracas Central         | 0 - 2 | Sarmiento de Junín   | Olavarría y Luna           | 10 de septiembre |

| J.J. Urquiza         | 1 - 0 | Barracas Central         | Kelsey y Bonifacini  | 17 de septiembre |
| Fénix                | 4 - 3 | Luján                    | Concepción Arenal    | 17 de septiembre |
| Deportivo Español    | 3 - 2 | Deportivo Merlo          | All Boys             | 17 de septiembre |
| Villa San Carlos     | 1 - 3 | Dock Sud                 | Genacio Sálice       | 17 de septiembre |
| Argentino de Rosario | 2 - 3 | Victoriano Arenas        | José Martín Olaeta   | 17 de septiembre |
| Colegiales           | 0 - 0 | Defensores de Cambaceres | Malaver y Posadas    | 17 de septiembre |
| Liniers              | 2 - 2 | Tristán Suárez           | Francisco Urbano     | 17 de septiembre |
| Defensores Unidos    | 1 - 2 | Excursionistas           | Gigante de Villa Fox | 17 de septiembre |
| Berazategui          | 1 - 0 | Deportivo Riestra        | Predio Coca Cola     | 17 de septiembre |

| Excursionistas           | 1 - 1 | Berazategui          | Pampa y Miñones    | 24 de septiembre |
| Tristán Suárez           | 1 - 3 | Defensores Unidos    | Moreno y Fariña    | 24 de septiembre |
| Defensores de Cambaceres | 2 - 4 | Liniers              | Genacio Sálice     | 24 de septiembre |
| Victoriano Arenas        | 1 - 2 | Colegiales           | Saturnino Moure    | 24 de septiembre |
| Dock Sud                 | 2 - 4 | Argentino de Rosario | De Los Inmigrantes | 24 de septiembre |
| Deportivo Merlo          | 4 - 1 | Villa San Carlos     | Ciudad de Libertad | 24 de septiembre |
| Luján                    | 0 - 1 | Deportivo Español    | Municipal de Luján | 24 de septiembre |
| Barracas Central         | 1 - 1 | Fénix                | Olavarría y Luna   | 24 de septiembre |
| Sarmiento de Junín       | 5 - 2 | J.J. Urquiza         | Eva Perón          | 24 de septiembre |

| Fénix                | 1 - 1 | Sarmiento de Junín       | Concepción Arenal    | 1 de octubre |
| Deportivo Español    | 4 - 0 | Barracas Central         | All Boys             | 1 de octubre |
| Villa San Carlos     | 0 - 2 | Luján                    | Genacio Sálice       | 1 de octubre |
| Argentino de Rosario | 1 - 1 | Deportivo Merlo          | José Martín Olaeta   | 1 de octubre |
| Colegiales           | 1 - 0 | Dock Sud                 | Malaver y Posadas    | 1 de octubre |
| Liniers              | 2 - 1 | Victoriano Arenas        | Francisco Urbano     | 1 de octubre |
| Defensores Unidos    | 2 - 2 | Defensores de Cambaceres | Gigante de Villa Fox | 1 de octubre |
| Berazategui          | 2 - 0 | Tristán Suárez           | Predio Coca Cola     | 1 de octubre |
| Deportivo Riestra    | 1 - 1 | Excursionistas           | Riestra y Lacarra    | 1 de octubre |

| Tristán Suárez           | 2 - 4 | Deportivo Riestra    | Moreno y Fariña            | 8 de octubre |
| Defensores de Cambaceres | 2 - 1 | Berazategui          | Genacio Sálice             | 8 de octubre |
| Victoriano Arenas        | 1 - 2 | Defensores Unidos    | Saturnino Moure            | 8 de octubre |
| Dock Sud                 | 5 - 0 | Liniers              | De Los Inmigrantes         | 8 de octubre |
| Deportivo Merlo          | 2 - 1 | Colegiales           | Ingeniero Huergo y Ramallo | 8 de octubre |
| Luján                    | 0 - 1 | Argentino de Rosario | Municipal de Luján         | 8 de octubre |
| Barracas Central         | 2 - 0 | Villa San Carlos     | Olavarría y Luna           | 8 de octubre |
| Sarmiento de Junín       | 1 - 1 | Deportivo Español    | Eva Perón                  | 8 de octubre |
| J.J. Urquiza             | 1 - 1 | Fénix                | Kelsey y Bonifacini        | 8 de octubre |

| Deportivo Español    | 8 - 2 | J.J. Urquiza             | All Boys             | 15 de octubre |
| Villa San Carlos     | 1 - 8 | Sarmiento de Junín       | Genacio Sálice       | 15 de octubre |
| Argentino de Rosario | 2 - 2 | Barracas Central         | Arroyito             | 15 de octubre |
| Colegiales           | 1 - 1 | Luján                    | Malaver y Posadas    | 15 de octubre |
| Liniers              | 2 - 0 | Deportivo Merlo          | Francisco Urbano     | 15 de octubre |
| Defensores Unidos    | 1 - 1 | Dock Sud                 | Gigante de Villa Fox | 15 de octubre |
| Berazategui          | 7 - 1 | Victoriano Arenas        | Predio Coca Cola     | 15 de octubre |
| Deportivo Riestra    | 1 - 1 | Defensores de Cambaceres | Riestra y Lacarra    | 15 de octubre |
| Excursionistas       | 3 - 2 | Tristán Suárez           | Pampa y Miñones      | 15 de octubre |

| Defensores de Cambaceres | 2 - 1 | Excursionistas       | Genacio Sálice      | 22 de octubre |
| Victoriano Arenas        | 0 - 2 | Deportivo Riestra    | Saturnino Moure     | 22 de octubre |
| Dock Sud                 | 0 - 0 | Berazategui          | De Los Inmigrantes  | 22 de octubre |
| Deportivo Merlo          | 2 - 4 | Defensores Unidos    | Ciudad de Libertad  | 22 de octubre |
| Luján                    | 1 - 0 | Liniers              | Municipal de Luján  | 22 de octubre |
| Barracas Central         | 4 - 1 | Colegiales           | Olavarría y Luna    | 22 de octubre |
| Sarmiento de Junín       | 3 - 1 | Argentino de Rosario | Eva Perón           | 22 de octubre |
| J.J. Urquiza             | 3 - 0 | Villa San Carlos     | Kelsey y Bonifacini | 22 de octubre |
| Fénix                    | 0 - 2 | Deportivo Español    | Concepción Arenal   | 22 de octubre |

| Villa San Carlos     | 1 - 2 | Fénix                    | Genacio Sálice       | 29 de octubre |
| Argentino de Rosario | 2 - 1 | J.J. Urquiza             | José Martín Olaeta   | 29 de octubre |
| Colegiales           | 0 - 2 | Sarmiento de Junín       | Malaver y Posadas    | 29 de octubre |
| Liniers              | 0 - 3 | Barracas Central         | Francisco Urbano     | 29 de octubre |
| Defensores Unidos    | 1 - 2 | Luján                    | Gigante de Villa Fox | 29 de octubre |
| Berazategui          | 1 - 3 | Deportivo Merlo          | Predio Coca Cola     | 29 de octubre |
| Deportivo Riestra    | 3 - 2 | Dock Sud                 | Riestra y Lacarra    | 29 de octubre |
| Excursionistas       | 6 - 1 | Victoriano Arenas        | Pampa y Miñones      | 29 de octubre |
| Tristán Suárez       | 3 - 3 | Defensores de Cambaceres | Moreno y Fariña      | 29 de octubre |

| Victoriano Arenas  | 1 - 5 | Tristán Suárez       | Saturnino Moure            | 5 de noviembre |
| Dock Sud           | 0 - 0 | Excursionistas       | De Los Inmigrantes         | 5 de noviembre |
| Deportivo Merlo    | 1 - 1 | Deportivo Riestra    | Ingeniero Huergo y Ramallo | 5 de noviembre |
| Luján              | 2 - 0 | Berazategui          | Municipal de Luján         | 5 de noviembre |
| Barracas Central   | 2 - 0 | Defensores Unidos    | Olavarría y Luna           | 5 de noviembre |
| Sarmiento de Junín | 8 - 1 | Liniers              | Eva Perón                  | 5 de noviembre |
| J.J. Urquiza       | 2 - 0 | Colegiales           | Kelsey y Bonifacini        | 5 de noviembre |
| Fénix              | 4 - 2 | Argentino de Rosario | Concepción Arenal          | 5 de noviembre |
| Deportivo Español  | 7 - 1 | Villa San Carlos     | All Boys                   | 5 de noviembre |

| Argentino de Rosario     | 2 - 1 | Deportivo Español  | José Martín Olaeta          | 12 de noviembre |
| Colegiales               | 1 - 1 | Fénix              | Malaver y Posadas           | 12 de noviembre |
| Liniers                  | 1 - 1 | J.J. Urquiza       | Francisco Urbano            | 12 de noviembre |
| Defensores Unidos        | 1 - 1 | Sarmiento de Junín | Gigante de Villa Fox        | 12 de noviembre |
| Berazategui              | 1 - 3 | Barracas Central   | Predio Coca Cola            | 12 de noviembre |
| Deportivo Riestra        | 5 - 3 | Luján              | Riestra y Lacarra           | 12 de noviembre |
| Excursionistas           | 1 - 1 | Deportivo Merlo    | Pampa y Miñones             | 12 de noviembre |
| Tristán Suárez           | 3 - 1 | Dock Sud           | Moreno y Fariña             | 12 de noviembre |
| Defensores de Cambaceres | 8 - 2 | Victoriano Arenas  | Camino Rivadavia y Quintana | 12 de noviembre |

| Dock Sud           | 3 - 1 | Defensores de Cambaceres | De Los Inmigrantes         | 19 de noviembre |
| Deportivo Merlo    | 3 - 1 | Tristán Suárez           | Ingeniero Huergo y Ramallo | 19 de noviembre |
| Luján              | 0 - 2 | Excursionistas           | Municipal de Luján         | 19 de noviembre |
| Barracas Central   | 1 - 0 | Deportivo Riestra        | Olavarría y Luna           | 19 de noviembre |
| Sarmiento de Junín | 4 - 1 | Berazategui              | Eva Perón                  | 19 de noviembre |
| J.J. Urquiza       | 2 - 4 | Defensores Unidos        | Kelsey y Bonifacini        | 19 de noviembre |
| Fénix              | 1 - 0 | Liniers                  | Concepción Arenal          | 19 de noviembre |
| Deportivo Español  | 3 - 0 | Colegiales               | All Boys                   | 19 de noviembre |
| Villa San Carlos   | 4 - 2 | Argentino de Rosario     | Genacio Sálice             | 19 de noviembre |

## Goleadores[3]
| Pos. | Jugador              | Jugador             | Goles | Equipo            |
| ---- | -------------------- | ------------------- | ----- | ----------------- |
| 1    | Bandera de Argentina | Carlos Lobo         | 31    | Berazategui       |
| 2    | Bandera de Argentina | Omar Atondo         | 27    | Sarmiento (J)     |
| 3    | Bandera de Argentina | José Castillo       | 23    | Deportivo Merlo   |
| 4    | Bandera de Argentina | Argentino Romagnoli | 21    | Deportivo Riestra |
| 4    | Bandera de Argentina | Héctor R. Sánchez   | 21    | Def. Cambaceres   |

## Temporadas disputadas
Temporadas disputadas como Primera División C
| Campeonatos disputados | Campeonatos disputados | Campeonatos disputados |
| ---------------------- | ---------------------- | ---------------------- |
| Campeonato 1962        | Campeonato 1971        | Campeonato 1980        |
| Campeonato 1963        | Campeonato 1972        | Campeonato 1981        |
| Campeonato 1964        | Campeonato 1973        | Campeonato 1982        |
| Campeonato 1965        | Campeonato 1974        | Campeonato 1983        |
| Campeonato 1966        | Campeonato 1975        | Campeonato 1984        |
| Campeonato 1967        | Campeonato 1976        | Campeonato 1985        |
| Campeonato 1968        | Campeonato 1977        | Campeonato 1986        |
| Campeonato 1969        | Campeonato 1978        |                        |
| Campeonato 1970        | Campeonato 1979        |                        |